# The Kissing Booth
The Kissing Booth – amerykańsko-brytyjska komedia romantyczna z 2018 roku w reżyserii Vince'a Marcello, zrealizowana na podstawie powieści Beth Reekles, którą napisała za pośrednictwem strony Wattpad. Film miał swoją premierę 11 maja 2018 roku na platformie streamingowej Netflix. W rolach głównych wystąpili: Joey King, Jacob Elordi i Joel Courtney.
Zdjęcia do filmu powstały w Kapsztadzie (RPA) i Los Angeles (Kalifornia).

## Fabuła
Elle (Joey King) przyjaźni się od zawsze z Lee (Joel Courtney), ale wkrótce wszystko wymyka się jej spod kontroli. Dziewczyna jest zakochana w bracie przyjaciela o imieniu Noah (Jacob Elordi). Przez tytułową budkę ich relacja zamienia się w zakazaną miłość.

## Obsada
- Joey King jako Elle Evans
- Joel Courtney jako Lee Flynn
- Jacob Elordi jako Noah Flynn
- Molly Ringwald jako Pani Flynn
- Morne Visser jako Pan Flynn
- Meganne Young jako Rachel
- Byron Langley jako Warren
- Jessica Sutton jako Mia
- Joshua Daniel Eady jako Tuppen
- Carson White jako Brad

## Odbiór
Strona Rotten Tomatoes przyznała filmowi wynik 13% z oceną 3,7/10. Kate Erbland z portalu IndieWire dała The Kissing Booth szkolną trójkę.
Za to film odniósł duży sukces na serwisie Netflix i odnosząc się do tego, Ted Sarandos nazwał go jednym z najczęstszych oglądanych filmów w Stanach Zjednoczonych, a nawet na świecie.